# Eyre Peninsula
Eyre Peninsula är en halvö i Australien. Den ligger i delstaten South Australia, omkring 270 kilometer väster om delstatshuvudstaden Adelaide. Arean är 170 500 kvadratkilometer.
Trakten runt Eyre Peninsula består till största delen av jordbruksmark. Trakten runt Eyre Peninsula är nära nog obefolkad, med mindre än två invånare per kvadratkilometer. Genomsnittlig årsnederbörd är 516 millimeter. Den regnigaste månaden är juni, med i genomsnitt 123 mm nederbörd, och den torraste är januari, med 14 mm nederbörd.